# كارسون فاغان
كارسون فاغان (بالإنجليزية: Carson Fagan)‏ (1 مايو 1982 بجزر كايمان في المملكة المتحدة - ) هو لاعب كرة قدم بريطاني في مركز الوسط. شارك مع منتخب جزر كايمان لكرة القدم. أما مع النوادي، فقد لعب مع East End United FC ‏ وGeorge Town SC ‏.

## وصلات خارجية
- كارسون فاغان على موقع الاتحاد الدولي (مؤرشف)  (الإنجليزية)
- كارسون فاغان على موقع قاعدة بيانات كرة القدم.إي يو (الإنجليزية)
- كارسون فاغان على موقع ناشيونال فوتبول تيمز (الإنجليزية)